# Trithemis

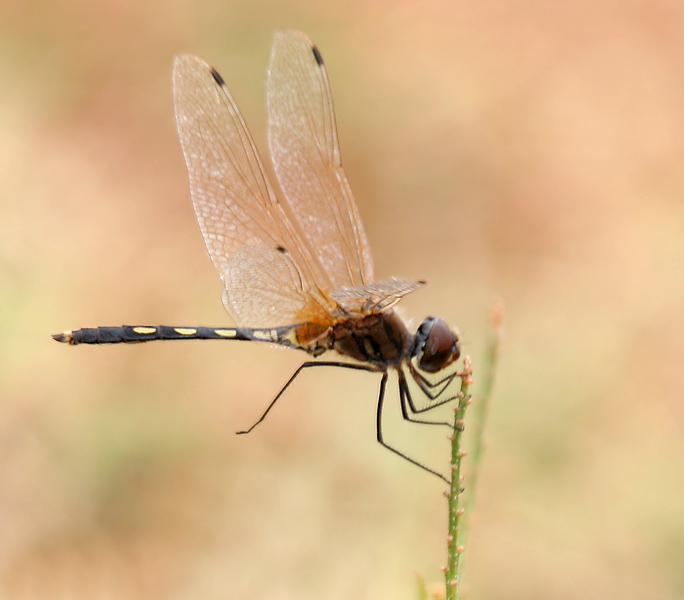
Trithemis pallidinervis

Trithemis – rodzaj ważek z rodziny ważkowatych (Libellulidae).

## Systematyka
Do rodzaju należą następujące gatunki:

- Trithemis aconita
- Trithemis aenea
- Trithemis aequalis
- Trithemis africana
- Trithemis annulata
- Trithemis anomala
- Trithemis apicalis
- Trithemis arteriosa
- Trithemis aurora
- Trithemis basitincta
- Trithemis bifida
- Trithemis bredoi
- Trithemis brydeni
- Trithemis congolica
- Trithemis dejouxi
- Trithemis dichroa
- Trithemis donaldsoni
- Trithemis dorsalis
- Trithemis dubia
- Trithemis ellenbeckii
- Trithemis festiva
- Trithemis fumosa
- Trithemis furva
- Trithemis grouti
- Trithemis hartwigi
- Trithemis hecate
- Trithemis hinnula
- Trithemis imitata
- Trithemis integra
- Trithemis kalula
- Trithemis kirbyi
- Trithemis leakeyi
- Trithemis legrandi
- Trithemis lilacina
- Trithemis longistyla
- Trithemis maia
- Trithemis monardi
- Trithemis morrisoni
- Trithemis nigra
- Trithemis nuptialis
- Trithemis osvaldae
- Trithemis pallidinervis
- Trithemis palustris
- Trithemis persephone
- Trithemis pluvialis
- Trithemis pruinata
- Trithemis selika
- Trithemis stictica
- Trithemis tropicana
- Trithemis werneri